# Dolly (cinema)

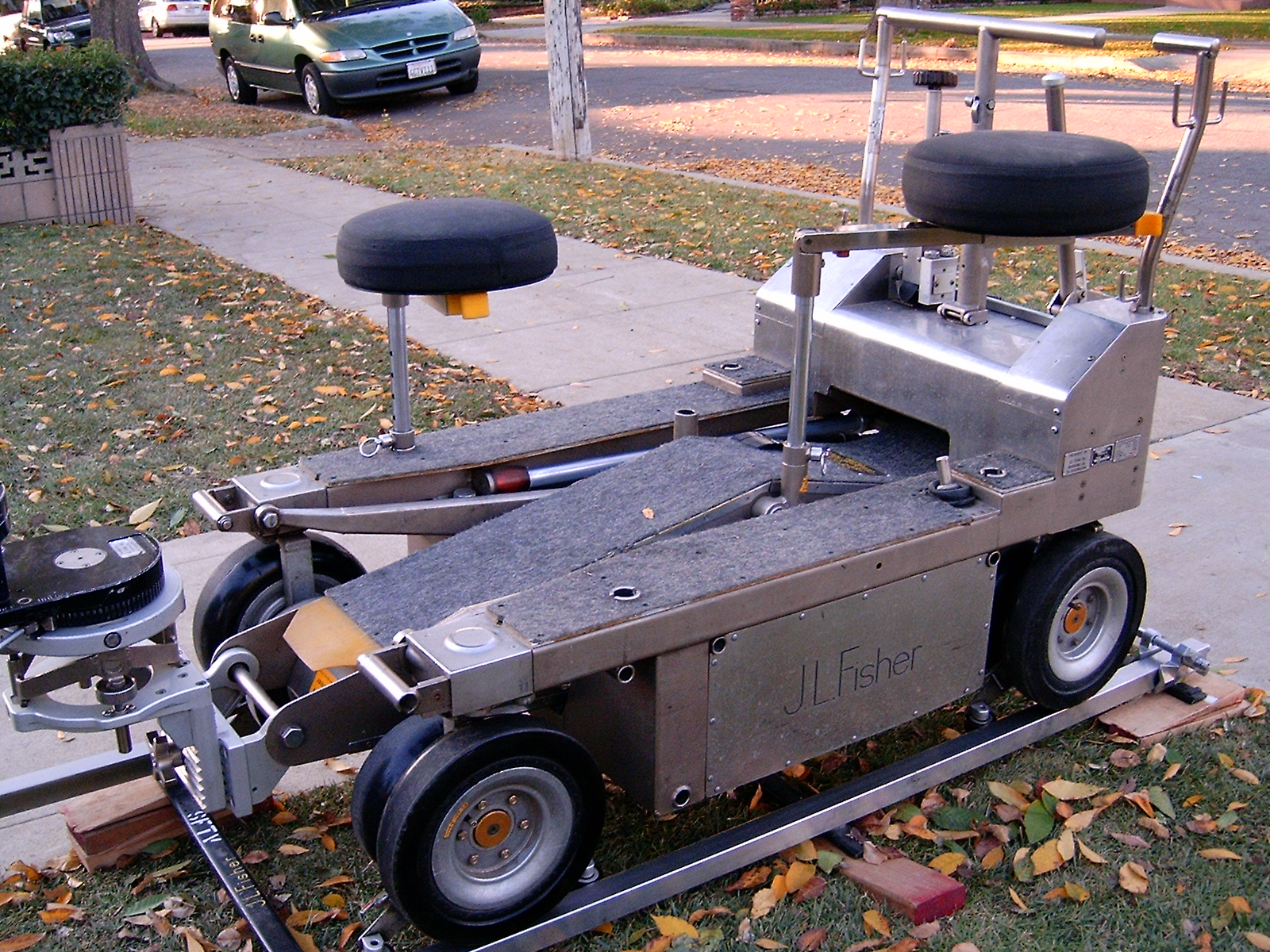
Dolly J.L. Fisher montato su binari

Il dolly è un carrello, sul quale si monta una macchina da presa (o una videocamera) . Necessita di binari (o si muove su ruote di gomma) su cui poter essere trainato da uno o più macchinisti ed oltre al peso della macchina da presa deve sopportare anche quello di un operatore. Il carrello base è costituito da binari con segmenti di varie misure (3, 2, 1.5, 1 metri) e da curve che vengono composti dai macchinisti a seconda delle esigenze dell'inquadratura; su detti binari possono scorrere carrelli di vario tipo, il più semplice è costituito da un piano d'alluminio
con ruote doppie appaiate e prende il nome di Piattina e su questa può essere montata una torretta idraulica telescopica per regolare l'altezza della macchina da presa, oppure una serie di canne fisse, a segmenti di varie lunghezze e prende il nome di Bazooka, e ancora può essere montata una gru. Tutti i vari modelli di carrelli costruiti nel tempo mantenevano la stessa misura di scartamento dei binari essendo stata brevettata negli anni 1950, dopo che tali binari sostituirono quelli di legno e ruote di gomma degli anni quaranta, rendendo compatibili fra loro carrelli costruiti in paesi diversi.

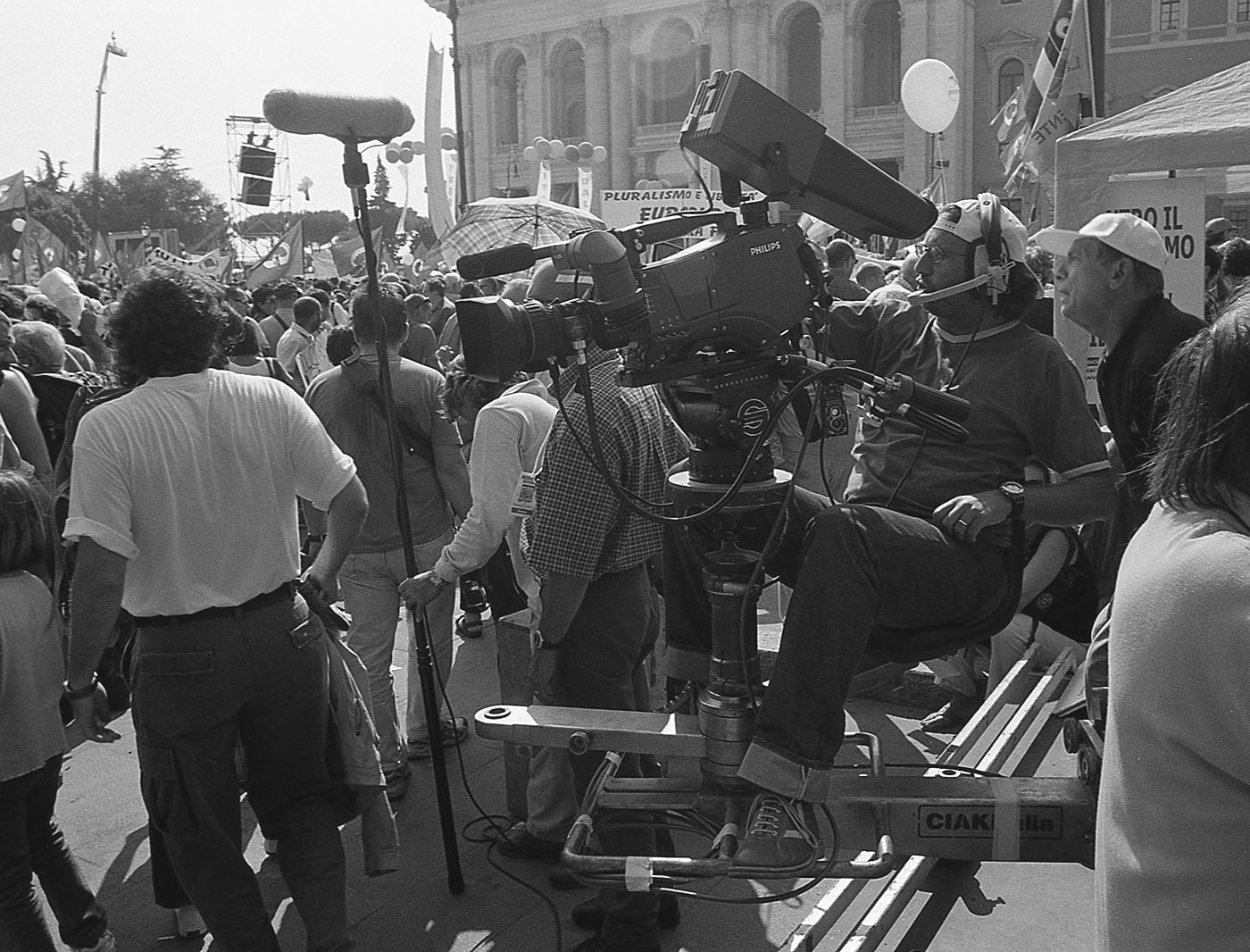
Cameraman su Dolly durante la manifestazione dei Girotondi a piazza San Giovanni Roma 14 settembre 2002

## Storia
L'invenzione del dolly sembra attribuibile al regista e tecnico canadese-statunitense Allan Dwan, anche se qualcuno sostiene sia invece un brevetto del 1912 dell'italiano Giovanni Pastrone.

## Impieghi
Viene utilizzato in film, "live" musicali e trasmissioni televisive. In queste ultime si adotta un dolly motorizzato che supporti solo la camera e che si possa alzare ed abbassare automaticamente.

## Modelli particolari
Il rotambulator era un dolly il cui peso superava i tre quintali. Poteva sollevare la macchina da presa, montata su una gru, da 45 cm fino a due metri di altezza, permettendo all'operatore di fare panoramiche, di piegarsi in alto o in basso e spostarsi agevolmente su un carrello.